# Поульсен, Рене Хольтен
Рене Хольтен Поульсен (дат. René Holten Poulsen; род. 28 ноября 1988, Нюкёбинг, Дания) — датский гребец-байдарочник, серебряный призёр летних Олимпийских игр 2008 года, трёхкратный чемпион мира, шестикратный чемпион Европы, бронзовый призёр первых Европейских игр. Лучший спортсмен Дании 2015 года.

## Спортивная биография
Уже в 19 лет Рене Поульсен заявил о себе, став вместе с Кимом Вроэ Кнудсеном чемпионом Европы в Милане в соревновании двоек на дистанции 1000 метров. Летом 2008 года этот же датский экипаж стали вторыми на летних Олимпийских играх в Пекине, уступив лишь немецким спортсменам. На этих же Играх Поульсен вместе с Кнудсеном выступили и на дистанции вдвое короче. Датчане уверенно пробились в финал, но заняли там только 5-е место.
После Игр в Пекине Поульсен сосредоточился на одиночной гребле, изредка участвуя в соревнованиях в составе четвёрки. Следующие три европейских чемпионата прошли для Поульсена примерно по одному сценарию. По итогам каждого первенства датский гребец становился обладателем одной бронзовой награды в соревнованиях одиночек. На чемпионате Европы 2012 года Поульсен смог завоевать две награды. В соревнованиях одиночек на дистанции 1000 метров Рене Хольтен стал вторым, а в четвёрках завоевал золотую медаль.
На летних Олимпийских играх 2012 года в Лондоне Поульсен выступил на двух дистанциях. В одиночках Хольтен пробился в финал A, но ему совсем немного не хватило, чтобы вновь завоевать медаль Олимпийских игр. По итогам решающего заезда датчанин занял 4-е место. В четвёрках датская сборная также смогла пробиться в главный финал, но там они заняли предпоследнее 5-е место. 2013 год ознаменовался для Поульсена золотым дублем на чемпионате Европы в Монтемор-у-Велью, а также первой наградой с чемпионатов мира. Датчанин стал серебряным призёром в соревнованиях одиночек на 500-метровке.
На чемпионате мира 2014 года в Москве Поульсен впервые в карьере стал чемпионом мира, придя первым к финишу на одиночной 500-метровке. Спустя год он повторит это достижение, прибавив к этому ещё одно золото на дистанции вдвое длиннее. Летом 2015 года Поульсен принял участие в первых Европейских играх. Датский гребец довольно легко пробился в финал на дистанции 1000 метров, но в решающем заплыве он пришёл к финишу только 3-м, пропустив вперёд немца Макса Хоффа и португальца Фернанду Пимента.